# Wolfwil
Wolfwil é uma comuna da Suíça, situada no distrito de Gäu, no cantão de Soleura. Tem 6,86 km² de área e sua população em 2018 foi estimada em 2.272 habitantes.